# Кладовицы (Ярославская область)
Кладо́вицы — деревня в Ростовском районе Ярославской области.

## История
По местному преданию названа так потому, что неподалёку от неё был зарыт разбойничий, по другим версиям — княжеский клад.
Входила в состав Кураковщины.

## Население
| 2007 | 2010 |
| ---- | ---- |
| 55   | ↘42  |